# Pseudognaphalium tortuanum
Pseudognaphalium tortuanum là một loài thực vật có hoa trong họ Cúc. Loài này được (Urb.) Anderb. miêu tả khoa học đầu tiên năm 1991.